# Krzyż Służby Pielęgniarskiej
Krzyż Służby Pielęgniarskiej (ang. Nursing Service Cross, skr. NSC) – australijskie wojskowe odznaczenie ustanowione 18 października 1989.
Przyznawane jest zwykle członkom australijskich sił zbrojnych za nadzwyczajny pokaz obowiązków pielęgniarskich podczas czynności operacyjnych i nieoperacyjnych („outstanding performance of nursing duties in both operational and non-operational situations”); może być nadane wielokrotnie (oznacza się to za pomocą okuć na wstążce, zwanych po ang. BAR), również pośmiertnie.
Na liście trzech australijskich odznaczeń wojskowych nadawanych za znamienitą służbę jest drugie za Krzyżem Służby Znamienitej (NSC) i przed Medalem Służby Znamienitej (CSM).
W australijskiej kolejności starszeństwa odznaczeń zajmuje miejsce bezpośrednio za Krzyżem Służby Znamienitej, a przed brytyjskim Krzyżem Królewskiego Czerwonego Krzyża I Klasy nadanym do 5 października 1992; jeśli krzyż został przyznany po tej dacie, to zajmuje miejsce przed australijskim Medalem za Dzielność.
Osoby odznaczone tym medalem mają prawo umieszczać po swoim nazwisku litery „NSC”.